# Brookstone

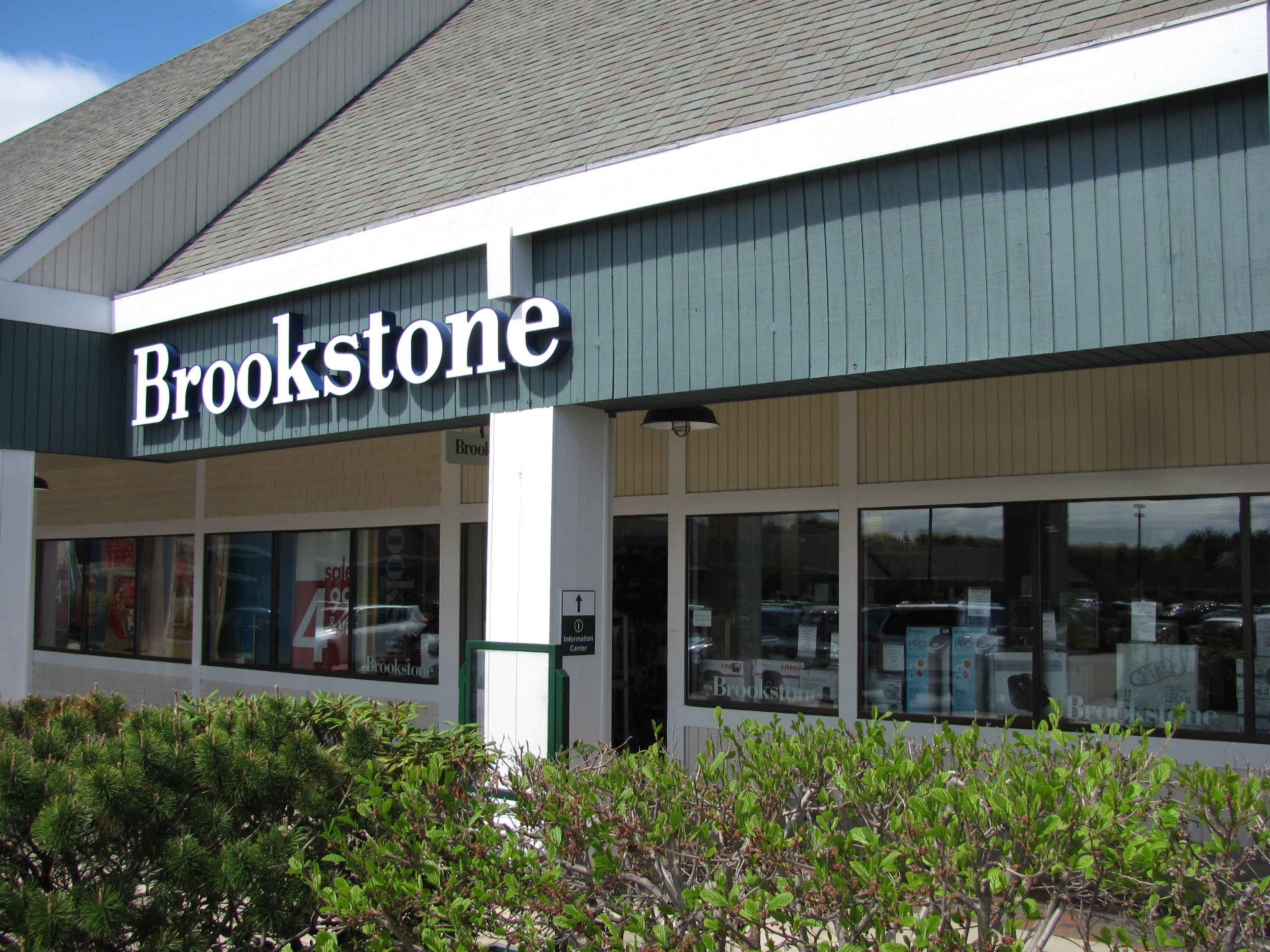
Una tienda Brookstone en Kittery, Maine

Brookstone es una cadena de tiendas minoristas. Su primera ubicación se abrió en 1973 en Peterborough, Nueva Hampshire. La sede de la empresa se encuentra actualmente en Merrimack, Nueva Hampshire, Estados Unidos y vende 
fuera de Estados a través de Borderfree (a 103 países) y a través de Amazon..
Brookstone vende una amplia variedad de productos, incluyendo helicópteros de control remoto y los drones , despertadores y smartwatches, sillones de masaje, altavoces, accesorios de iPads y tabletas, mantas , almohadas, y muchos otros artículos de estilo de vida. La mayoría de los productos que se venden en las tiendas de Brookstone han sido diseñados por la empresa y se venden bajo su propia marca (marca blanca). Las tiendas Brookstone generalmente se encuentran en centros comerciales y zonas de ciudad de alto tráfico, como Midtown Manhattan.
La compañía también se distingue porque permite que los clientes jueguen con cualquier producto en la tienda antes de hacer una compra.
En junio de 2014, Brookstone fue comprada por la empresa de inversión china Sailing Capital y el conglomerado Sanpower por más de $173 millones.